# Veľké Úľany
Veľké Úľany (em húngaro: Nagyfödémes) é um município da Eslováquia, situado no distrito de Galanta, na região de Trnava. Tem 41,86 km² de área e sua população em 2018 foi estimada em 4.599 habitantes.

## Demografia
| Ano:        | 1994 | 2004   | 2014   | 2024    |
| ----------- | ---- | ------ | ------ | ------- |
| Broj ljudi: | 4215 | 4269   | 4441   | 5011    |
| Razlika:    |      | +1,28% | +4,02% | +12,83% |

| Ano:               | 2023 | 2024   |
| ------------------ | ---- | ------ |
| Número de pessoas: | 4989 | 5011   |
| Diferença:         |      | +0,44% |